# إيفان كونيف
إيفان ستيبانوفيتش كونيف (بالروسية: Иван Степанович Конев) (من 28 ديسمبر 1897 - 21 مايو 1973) قائد عسكري سوفيتي قام بقيادة الجيش الأحمر في الجبهة الشرقية أثناء الحرب العالمية الثانية، حرر معظم أوروبا الشرقية من قوات المحور وساعد في احتلال العاصمة الألمانية برلين بعد ذلك عمل كقائد لقوات حلف وارسو وقاد القوات السوفيتية لقمع الثورة المجرية 1956.

## وصلة خارجية
- إيفان كونيف على موقع الموسوعة البريطانية (الإنجليزية)
- إيفان كونيف على موقع مونزينجر (الألمانية)
- إيفان كونيف على موقع فايند أغريف